# Hobby-Eberly Telescope

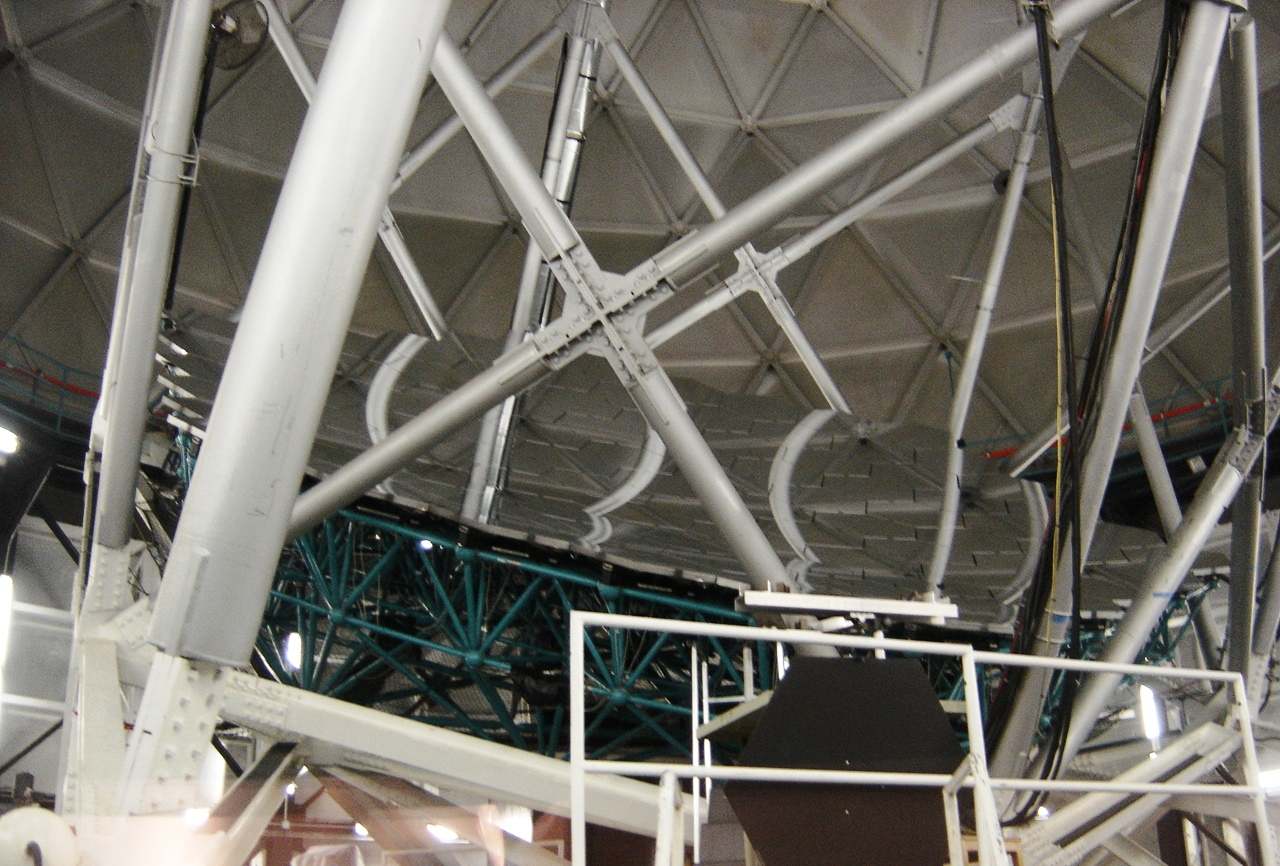
A távcső szegmensekből álló főtükre oldalról

A Hobby-Eberly Telescope a McDonald Obszervatórium területén található tükrös csillagászati távcső. A 9,8*11 méteres, szegmensekből álló főtükör hatásos fénygyűjtő felülete egy 9,2 méteres távcsőének felel meg. A távcső konstrukciójának jellegzetessége, hogy a főtükör nem mozgatható, az égbolt követését a fókuszban lévő műszerek mozgatásával oldják meg, így egy-egy objektum két órán át követhető. A távcsövet csak spektroszkópiai célokra használják.

## Külső hivatkozások
- HET General Information Page